# 福岡県立福岡高等学校
福岡県立福岡高等学校（ふくおかけんりつ ふくおかこうとうがっこう, 英語: Fukuoka Prefectural Fukuoka High School）は、福岡県福岡市博多区堅粕に所在する県立高等学校。
略称は「福高」（ふっこう）。
FSH登録校の一つ。また、福岡県立修猷館高等学校や福岡県立筑紫丘高等学校と並び福岡県公立御三家と言われている。

## 概要
福岡県立修猷館高等学校とは旧制福岡中学校開校以来、修猷館の寄宿舎での開校や火災時の復興支援などを背景に両校の関係は深く、ラグビー部やバスケ部は毎年定期戦を実施している。福岡県第4学区の全日制普通科の高校である。以前は3学期には朝課外（朝補習）がなかったが、2008年度（平成20年度）3学期は第2学年の理系クラスにおいて12日間朝課外を行った。2009年度（平成21年度）からは全学年毎日行われている。2017年度（平成29年度）より朝課外は選択制となり、生徒は必要に応じて受講する教科を選択出来るようになったほか、受講しないという選択も可能になった。
これにより、生徒が課外授業への参加を本人の意思に関わらず強制される事は無くなっている。
また、博多祇園山笠期間中博多部（はかたぶ）の立地でもあり「千代流」に位置するため、舁き山が校内に入る唯一の高校である。さらにヤマをかく男子生徒は公欠扱いとなる。
校訓
「至誠勵業、剛健成風、操守堅固」
教育方針
1. 校訓「至誠勵業・剛健成風・操守堅固」を基軸とした、気高さのある生徒の育成
2. 豊かな情操と広い視野をもち、未来の日本を展望する国際性豊かな生徒の育成
3. 知性を磨き、真理を愛し、文武両道にわたって努力する生徒の育成

校章
校名の「福」を表すために、カタカナの「フ」を9（ク）個合わせて図案化したもの。旧制中学は中央に「中」を、新制高等学校になってからは「髙（はしごだか）」の文字を置いている。
襟章
ラグビーボールをモチーフとしており、原案は新制高校1期の女子生徒による。
校歌
作詞は川原三郎、作曲は松園郷美。本来5番まであり、2番には至誠・3番には剛健・4番には操守と校訓が織り込まれている。現在では2番で終えるのが習慣となっている。歌詞に校名は登場しない。
応援歌
「若き福高」、「千代の緑」、「立花山の曙」、「福高讃歌」（作詞は国語科、作曲は江口俊之）がある。上記の校歌とともに、同窓会のウェブサイトで視聴できる。
施設
本館の設計・監督は福岡県営繕課の初代課長・薄與莊(すすき・よそう)が行った。通説として流布する建築家の三條栄三郎は1927年（昭和2年）に焼失した木造校舎の設計者で、現校舎が建設された1929年（昭和4年）には長野県嘱託に転任していた。鉄筋コンクリート造の現校舎は福岡市都市景観賞に選ばれている。
県内で唯一残る旧制中学時代の校舎であり、建築当時の構造や質の高いデザインがそのまま残っているとして2012年（平成24年）3月12日、県の有形文化財に指定されることが発表された。
創立100周年を期に、2014年（平成26年）度秋から改修工事が行われた。その際それまで福高研修学園教員の職員室であった南館西側1階の教室は、校舎建設当時の教室の姿を復原した「復原教室」として改修され、今では生徒の自習室となっている。2019年度の福高祭から、その隣の部屋は歴史資料展示室として使用されることになった。道路を挟んで福岡県立博多青松高等学校に接する千代グラウンドは主にラグビー部用の飛び地的な練習場で、博多青松高校ではなく福岡高校の敷地である。
中庭はサクラダ・ファミリアの主任彫刻家である外尾悦郎（本校卒業生）が作成した。
同窓会
旧制中学と合わせ、「福中・福高同窓会」と称する。毎年6月に総会を開いている。東京・関西に支部があり、女子部会は「紅梅会」と称される。

## 沿革
年表
（旧制福岡県立福岡中学校）

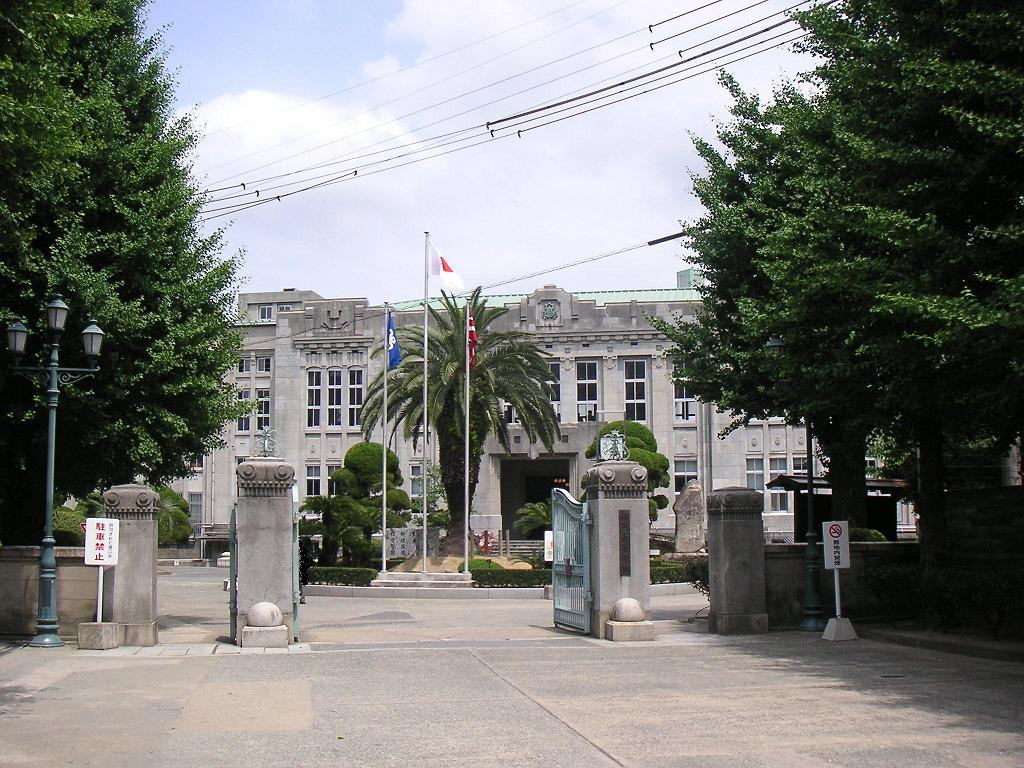
正門

- 1917年（大正6年）4月1日 - 福岡県立中学校修猷館の寄宿舎の一部を仮校舎として福岡県立福岡中学校（旧制中学校）が開校。
- 1924年（大正13年）5月 - 校舎工事全部完成。
- 1927年（昭和2年）
  - 6月22日 - 校舎火災により、修猷館の一部を借りて仮校舎にて充当授業をする（福中放火事件）。
  - 9月1日 - 元校地に仮校舎を建設落成により復帰。
- 1929年（昭和4年）4月 - 新校舎が完成。
- 1933年（昭和8年）3月31日 - 福岡県福岡夜間中学校を併置。
- 1937年（昭和12年）5月6日 - 創立20周年記念「福中会館」が完成。
- 1943年（昭和18年）4月1日 - 中学校例会生により各学年6学級に編成。

（新制福岡県立福岡高等学校）
- 1948年（昭和23年）4月1日 - 学制改革に伴い、福岡県立福岡高等学校となる。
- 1958年（昭和33年）1月9日 - 創立40周年記念図書館が完成。
- 1959年（昭和34年）4月18日 - 防音工事を完了。
- 1961年（昭和36年）4月27日 - 講堂防音工事落成式挙行。
- 1963年（昭和38年）4月22日 - 南館3教室増築工事落成。
- 1964年（昭和39年）6月16日 - 北館3教室増築工事落成。
- 1966年（昭和41年）
  - 7月15日 - 講堂兼体育館新築工事落成。
  - 10月30日 - 福高研修学園および食堂落成。
- 1970年（昭和45年）3月19日 - 旧武道場跡に特別教室落成。
- 1978年（昭和53年）3月31日 - 相談室棟新工事落成。
- 1981年（昭和56年）3月25日 - プール竣工。
- 1991年（平成3年）3月25日 - 大規模校舎改修工事第一期工事竣工（南館）。
- 1992年（平成4年）3月19日 - 大規模校舎改修工事第二期工事竣工（北館）。
- 1994年（平成6年）3月30日 - 大規模校舎改修工事第三期工事竣工（東館）。
- 1998年（平成10年）3月 - 体育館改修工事竣工。
- 1999年（平成11年）3月30日 - 創立80周年記念事業「福高パティオ」完成。
- 2000年（平成12年）
  - 2月29日 - 千代グランド第一期整備工事竣工。
  - 3月5日 - 定時制課程を閉じる。
- 2001年（平成13年）
  - 2月26日 - パソコン教室内部改造工事竣工。
  - 2月28日 - 千代グラウンド第二期整備工事竣工。
- 2002年（平成14年）3月19日 - 特別教室棟大規模改造工事竣工（新館）。
- 2004年（平成16年）3月31日 - 校地（グラウンド）整備工事竣工。
- 2006年（平成18年）4月28日 - 福高研修学園食堂改修工事竣工。
- 2009年（平成21年）
  - 4月 - エレベーター設置工事竣工。
  - 8月 - エアコン設置工事竣工。
- 2012年（平成24年）3月12日 - 福岡県の有形文化財への指定が決定。
- 2017年（平成29年） - 創立100周年を迎える。
- 2022年 (令和4年) ICT委員会設立
- 2023年 (令和5年) プール改修工事、東門-校舎間の道をコンクリートで舗装

## 教育方針
同じ福岡市内にある修猷館と同じく自由な校風であり、福高祭（文化祭）や体育祭、予餞会などに教師はほとんど口出しせず、生徒自らが創り上げていく｡また、携帯使用や通学カバンも自由になるなど、生徒による規則の改変も行われている｡

## 学校行事
福高祭・体育祭・予餞会を三大行事としている。
福高祭は5月第2週の土日に、体育祭は9月第1週の土曜日に、予餞会は大学入学共通テスト（旧・大学入試センター試験）の翌々日に外部の施設（サンパレス福岡、アクロス福岡、福岡市民会館など《2019年度（令和元年度）より記念講堂》）を借りて、それぞれ開催される。3つはほとんどすべて実行委員会（部活動・生徒会活動の項目を参照）のメンバーによって運営される。
裏三大行事として応援歌練習・規律と友情の体験学習・寒稽古がある。
これらのうち、「規律と友情の体験学習」は頻繁に名称の変更が行われる。2013年度（平成25年度）は「自助と共助を学ぶ宿泊体験」など。2019年頃からは「九重キャンプ」(新1年生によるキャンプ)と呼ばれている。
2023年時点、裏三大行事の存在を知るものは少ない。
九重キャンプの夜に開催される「コクリンピック」(告白とオリンピックを掛けたもの)は知る人ぞ知る行事である。
実行委員委員会の熱量と学年主任の優しさにより数年に一度開催される。内容は同級生の前で気になっている人へ思いを伝えるというもの。未成年の主張ともいわれる。九重キャンプは入学後数か月後に実施されるため、違うクラスの人のことはほとんど知らない。よって、コクリンピックで勇気を持って前に出た者は同窓会でもたびたび話題となる。2019年に開催されたのが確認されている。
また、寒稽古は現在行われていない。

## 部活動・生徒会活動
運動部
- 剣道部
- 柔道部
- テニス部
- ソフトテニス部
- 水泳（水球）部
- 卓球部
- 登山部
- バスケットボール部
- 空手道部
- バレーボール部
- ハンドボール部
- 野球部
- 陸上部
- ラグビー部[13] - 1924年（大正13年）7月創部。九州で最も長い歴史がある。
これまで全国大会に37回出場（優勝3、準優勝3、国体優勝2）。1971年（昭和46年）には全国大会最多出場校として表彰された。1947年（昭和22年）、第26回全国大会の神戸二中との決勝にて、自身の強烈なタックルで主将の左眼球が飛び出たが、自ら眼球を手で押し込み、試合を続行、終には優勝したというエピソードがある。[14]出身者には「糸の切れた凧のよう」とうたわれた森重隆、2019年W杯のトライゲッター福岡堅樹などがいる。
- ヨット部
- 弓道部
- バドミントン部
- サッカー部

文化部
- 数学・囲碁研究部
- 物理部
- 化学部
- 生物部
- 地学部
- 写真部
- 食物部
- 茶道部
- 演劇部
- ESS部 (English Speaking Society)
- 音楽部
- 美術部
- 書道部
- 映画研究部
- 新聞部
- 百人一首部
- 社会研究部
- 文芸部
- 鉄道研究同好会

委員会活動
- 会計委員会
- 統制委員会
- 体育委員会
- 文化委員会
- 整備委員会
- 広報委員会
- 渉外委員会
- 図書委員会
- 保健委員会
- 家庭クラブ委員会
- ICT委員会

※ 「ICT委員会」は第七十五回生徒会総務が自身の総務選挙の際に公約として掲げ、翌年2022年の生徒総会にて正式に発足した。発足に際して、生徒会のデジタル機器を揃えるために同窓会と協力してクラウドファンディング(開始時はまだ総務任命式の前だったため、第七十四回生徒会総務の名前で進められる)を実施。結果として支援金119万円を集める。
一人の生徒によって委員会が作られたこの出来事は、生徒の自主性を重んじる福岡高校ならではのこととして大いに注目された。
総務部直属団体
- 放送室
- 吹奏楽団
- 應援團

生徒会活動
- 生徒会総務部（別称：五役）
  - 総務（生徒会長）1名
  - 副総務（生徒会副会長）男女各1名
  - 書記長1名
  - 書記1名

うち、総務のみ立候補制でほかの四役と専門委員長は当選した総務による指名制である。執行部は五役と各専門委員長の16人で構成されている。
※三大行事（福高祭、体育祭、予餞会）の時期が近くなると、各行事担当の委員会所属メンバー（福高祭：文化委員会 体育祭：体育委員会 予餞会：渉外委員会）を中心とした実行委員会が結成される。

## 交通
最寄りの鉄道駅
- 福岡市地下鉄
  - 箱崎線「千代県庁口駅」より徒歩8分
  - 空港線「祇園駅」より徒歩10分
- JR九州
  - 「吉塚駅」より徒歩15分
  - 「博多駅」より徒歩20分

最寄りのバス停
- 西鉄バス「福高前」バス停

最寄りの道路
- 国道3号
- 国道202号
- 福岡県道550号浜新建堅粕線
- 福岡都市高速環状線「千代出入口」